# Polyrhachis hexacantha
Polyrhachis hexacantha é uma espécie de formiga do gênero Polyrhachis, pertencente à subfamília Formicinae.